# Pocahontas (Illinois)
Pour les articles homonymes, voir Pocahontas (homonymie).
Pocahontas est une ville de l'Illinois, dans le comté de Bond aux États-Unis.